# Elżbieta Grodzka-Łopuszyńska
Elżbieta Ludwika Grodzka-Łopuszyńska (ur. 28 sierpnia 1973 w Katowicach) – polska śpiewaczka klasyczna (sopran), wykładowczyni akademicka, radna Rady Miasta Katowice.

## Życiorys
Absolwentka Akademii Muzycznej im. Karola Szymanowskiego w Katowicach (2000) w klasie śpiewu oraz filologii polskiej na Uniwersytecie Śląskim w Katowicach.
Wykonuje muzykę dawną i współczesną, często podejmując się prawykonań. Specjalizuje się w muzyce sakralnej. Jako solistka występowała na deskach Opery Śląskiej w Bytomiu, współpracowała również m.in. z Filharmonią Śląska, Śląską Orkiestrą Kameralną, Barokową Orkiestrą im. Georga Philippa Telemanna w Bielsku-Białej, Chórem Politechniki Śląskiej w Gliwicach, Bielskim Chórem Kameralnym oraz Chórem Kameralnym Akademii Muzycznej w Katowicach. Od 1999 roku koncertuje z Julianem Gembalskim. Ma na swoim koncie wiele nagrań płytowych, telewizyjnych i radiowych. W 2014 roku nagrany z jej udziałem album Pawła Łukaszewskiego "Missa de Maria a Magdala" był nominowany do „Fryderyków” w kategorii Album Roku Muzyka Współczesna.
Jako pedagog prowadzi zajęcia z śpiewu solowego oraz indywidualnej i zbiorowej emisji głosu. W 2004 roku otrzymała stopień doktora sztuk muzycznych, w 2009 – habilitację, a w 2023 roku – tytuł profesora sztuki.
W wyborach samorządowych w 2024 roku została wybrana do Rady Miasta Katowice, startując z listy Koalicji Obywatelskiej.

### Nagrody
- I nagroda w Konkursie Polskiej Muzyki Wokalnej w Katowicach (1999)
- Nagroda im. bł. ks. Emila Szramka (2012)[2]